# Montgaillard (Aude)
Montgaillard – miejscowość i gmina we Francji, w regionie Oksytania, w departamencie Aude.
Według danych na rok 1990 gminę zamieszkiwało 51 osób, a gęstość zaludnienia wynosiła 3 osoby/km² (wśród 1545 gmin Langwedocji-Roussillon Montgaillard plasuje się na 849. miejscu pod względem liczby ludności, natomiast pod względem powierzchni na miejscu 468.).